# خدای رپ
رَپ گاد (به انگلیسی: Rap God) یا خدای رپ ترانه‌ای از رپر آمریکایی، امینم است. این ترانه از وبگاه یوتیوب، به صورت انحصاری در تاریخ ۱۴ اکتبر ۲۰۱۳ و در ایالات متحده آمریکا در ۱۵ اکتبر همان سال منتشر شد. خدای رپ، سومین تک‌آهنگ از هشتمین آلبوم استودیویی امینم، مارشال مترز ال‌پی ۲ است. امینم در سرایش و اجرای این ترانه از تکنیک سریع‌خوانی استفاده کرده است.
. این ترانه در رکوردهای جهانی گینس به‌ عنوان بیشترین کلمه در یک ترانه ثبت شده است. همچنین در جوایز گرمی برای بهترین اجرای رپ نیز کاندیدا شد، اما در رقابت با ترانه‌ «من» از کندریک لامار شکست خورد و موفق به دریافت جایزه گرمی نشد.

## جزئیات آهنگ
امینم در این آهنگ در زمان ۱۵ ثانیه، ۹۷ واژه می‌خواند (۶٫۵ واژه در هر ثانیه). این ۱۵ ثانیه از لحظه ۴:۲۶ آهنگ آغاز می‌شود (کلمات شامل الفاظ رکیک می‌باشد).آهنگ خدای رپ توسط بیگرم زایاسی، آهنگ‌ساز هیپ‌هاپ آمریکایی، آهنگ‌سازی شده‌ است. دی وی ال پی سابقه آهنگسازی برای ریک راس، دِ دیپلمات و حتی لیل وین را داشته‌ است. تهیه‌کننده دیگر این آهنگ، متیو «فیلدی» دلجیورنو بوده‌‌ است. کار ضبط این آلبوم در استودیو اِفیگای میشیگان بوده و برادران استرنج، جو و مایک، که سابقه همکاری با امینم را نیز داشته‌اند، تنظیم این آهنگ را بر عهده داشته‌اند. جو استرنج نیز یکی از از تهیه‌کنندگان این موزیک است. در ۱۴ اکتبر ۲۰۱۳ دی وی ال پی، توییتی در توییتر نوشت که آهنگ خدای رپ برای ۲ سال پیش، نوامبر ۲۰۱۱ بوده‌ و امینم این آهنگ را در سال ۲۰۱۲ ضبط کرده‌ است.

## تاریخ انتشار
| کشور         | تاریخ         | فرمت          | برچسب                           |
| ------------ | ------------- | ------------- | ------------------------------- |
| ایالات متحده | ۱۵ اکتبر ۲۰۱۳ | توزیع دیجیتال | افترمث، اینتراسکوپ، شیدی رکوردز |
| ایالات متحده | دسامبر ۲۰۱۳   | رادیو         | افترمث، اینتراسکوپ، شیدی رکوردز |

## نماهنگ
در ۲۱ نوامبر ۲۰۱۳، امینم در توییتی که از خود در صفحه توییتر نوشت، قسمتی کوتاه از این نماهنگ را منتشر کرد. این موزیک ویدئو در ۲۷ نوامبر ۲۰۱۳ پخش  شد. در ۲۷ نوامبر ۲۰۱۳ این ویدئو، در ساعت ۱۲ به وقت محلی آمریکا، از ویوو، در یوتیوب پخش شد. امینم در این موزیک ویدئو، در قالب مکس هدروم (به انگلیسی: Max Headroom) بر روی صحنه آمده‌ است. همچنین در نماهنگ خدای رپ، اشاره‌ای به فیلم ماتریکس شده‌ است. در ۱۵ فوریه ۲۰۲۰، این نماهنگ به یک میلیارد بازدید رسید. همچنین این نماهنگ، بیست و پنجمین ویدیو با بیشترین پسند (بیش از ۱۶ میلیون) را در یوتیوب از آن خود کرده است.

## عملکرد تجاری
آهنگ خدای رپ، رده پنجم در جدول تک‌آهنگ‌های بریتانیا و رتبه اول در چارت آرَندبی بریتانیا را هنگامی که منتشر شد، به‌ دست آورد. این آهنگ، جایگزین آهنگ آشفته، اولین تک‌آهنگ از آلبوم او شد و در جایگاه اول قرار گرفت. در ایالات متحده، رتبه هفتم در ۱۰۰ آهنگ داغ بیلبورد، و شماره دو، در آهنگ‌های داغ آرندبی/هیپ‌هاپ را توانست کسب کند. وقتی که از جدول آرندبی به بیرون کشیده شد، رتبه اول را در آهنگ‌های داغ رپ، بدست آورد. همچنین، شماره یک در آهنگ‌های دیجیتال با دویست و هفتاد هزار دانلود، را برای خودش ثبت کرد. «خدای رپ»، هفتمین اثر امینم، از ۱۰ آهنگ برتر او ، در ۱۰۰ آهنگ داغ است؛ البته بعد از واگذاری رتبه ششم به لیل وین که از جمله مردانی است که در جدول ۵۵ سال تاریخ موسیقی بیلبورد قرار دارد.

## اجرای زنده
امینم در سال ۲۰۱۳، در مراسم یوتیوب آواردز، توانست جایزهٔ هنرمند سال را از آن خود کند. گذشته از آن، در این مراسم آهنگ خدای رپ را نیز اجرا کرد که با استقبال بسیار زیاد افراد حاضر، رو به رو شد.

## جوایز و نامزدی‌ها
| سال  | مراسم                     | جایزه | نتیجه    |
| ---- | ------------------------- | --- | -------- |
| ۲۰۱۴ | جایزه موسیقی ملل          | بهترین آهنگ جهان | نامزدشده |
| ۲۰۱۴ | جایزه موزیک ویدئوی ام‌تی‌وی | بهترین کارگردان هنری | نامزدشده |
| ۲۰۱۴ | جایزه موزیک ویدئوی ام‌تی‌وی | بهترین تدوین | برنده    |
| ۲۰۱۴ | جایزه موزیک ویدئوی ام‌تی‌وی | بهترین جلوه‌های ویژه | نامزدشده |
| ۲۰۱۵ | جایزه گرمی                | بهترین اجرای رپ | نامزدشده |
| ۲۰۱۵ | رکوردهای جهانی گینس       | style="background: #9EFF9E; color: #000; vertical-align: middle; text-align: center; " class="yes table-yes2 notheme"\|برنده |          |

## جدول رتبه‌ها
جدول وارد شدهٔ غیرمجاز: هلندی۱۰۰|۵۳
| چارت (۲۰۱۳)                                         | بهترین موقعیت |
| --------------------------------------------------- | ------------- |
| استرالیا (ای‌آرآی‌ای)                                 | ۱۵            |
| اتریش (او۳ تاپ ۴۰ اتریش)                            | ۴۵            |
| کانادا (۱۰۰ تک‌آهنگ داغ کانادا)                      | ۵             |
| دانمارک (ترک‌لیسن)                                   | ۳۰            |
| فرانسه (اس‌ان‌ئی‌پی)                                   | ۲۳            |
| ایرلند (ایرما)                                      | ۱۶            |
| نیوزیلند (ریکوردد میوزیک ان‌زد)                      | ۴             |
| اسکاتلند (اوسی‌سی)                                   | ۵             |
| سوئد (فهرست برترین‌های سوئد)                         | ۴۶            |
| سوئیس (شوایزر هیت‌پاراد)                             | ۳۱            |
| تک‌آهنگ‌های بریتانیا (اوسی‌سی)                         | ۵             |
| بیلبورد هات ۱۰۰ ایالات متحده                        | ۷             |
| ترانه‌های داغ آراندبی/هیپ-هاپ ایالات متحده (بیلبورد) | ۲             |

## واژه‌نامه
1. ↑  Bigram Zayas
2. ↑  DVLP
3. ↑  The Diplomats
4. ↑  Matthew "Filthy" Delgiorno
5. ↑  Effigy Studios